# Ла-Пуэнт (Калифорния)
Ла-Пуэнт (англ. La Puente) — город в округе Лос-Анджелес в штате Калифорния в Соединённых Штатах Америки.
Согласно данным переписи населения США 2020 года число жителей города 
составляло 38 062 человека, что, для такого небольшого населённого пункта, существенно меньше (− 4.4%), чем было во время предыдущей переписи проводившейся в 2010 году (39 816 человек).

## История
В доколумбову эпоху жителями территории, которую сейчас занимает город Ла-Пуэнте, были коренные американцы из народа тонгва, которые жили в деревне под названием Авингна, что лингвисты переводят как «место пребывания». Вождь Авингна Матео (который также имел власть над несколькими другими близлежащими деревнями) был крещен в миссии Сан-Габриель в 1774 году.
В 1769 году испанская экспедиция Портолы стала первыми европейцами, увидевшими внутренние части Альта-Калифорнии. 30 июля отряд разбил лагерь на восточной стороне реки Сан-Гейбриел, в сегодняшней некорпоративной области Бассетт. Отец Хуан Креспи написал в своем дневнике, что на следующий день им пришлось построить мост (исп. «puente»), чтобы пересечь болотистую реку Сан-Гейбриел, что в итоге и дало название будущему городу.

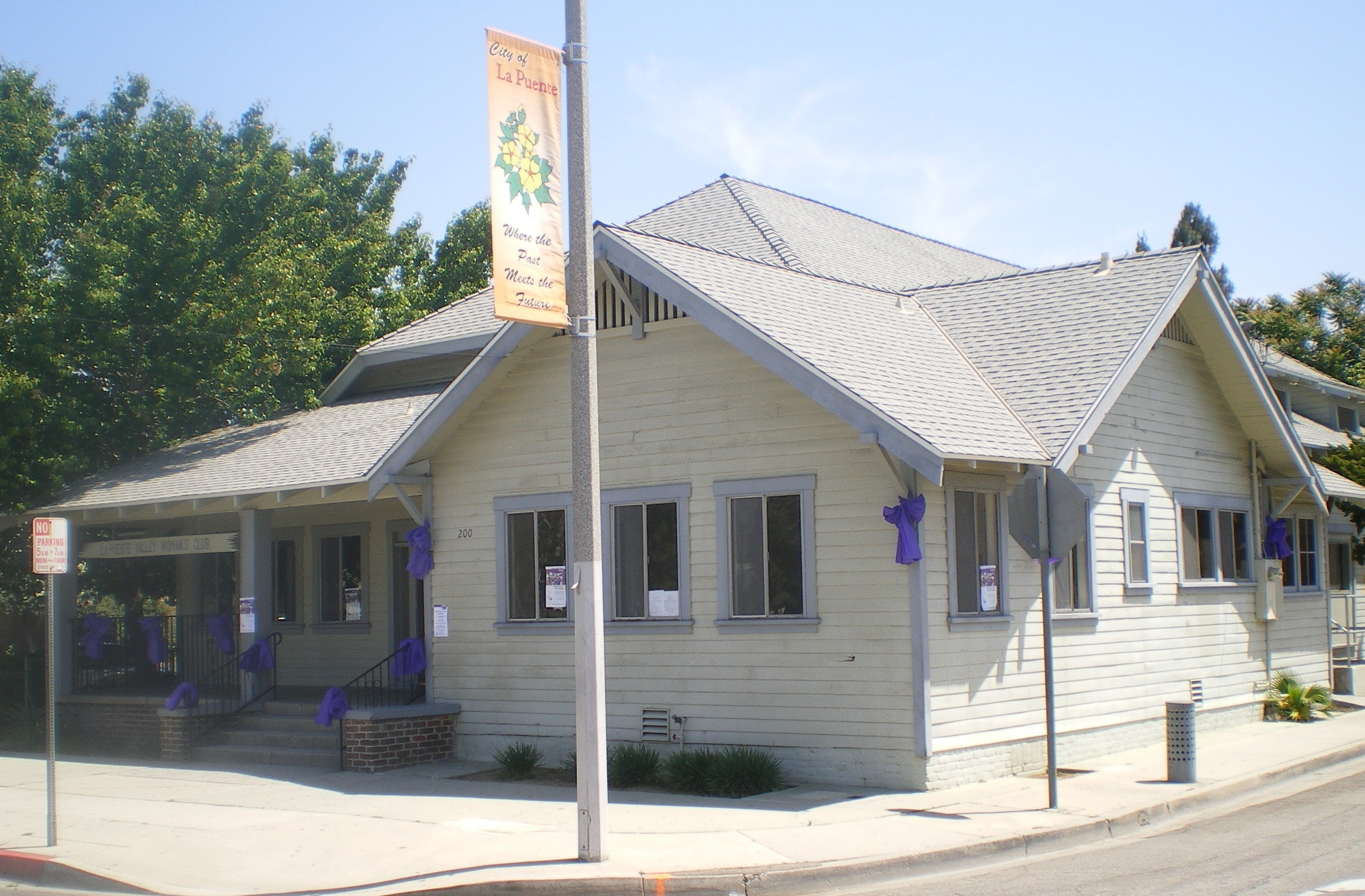
Женский клуб Ла-Пуэнте

С основанием миссии Сан-Гейбриел территория, охватывающая Авингну и то, что сейчас является городом Ла-Пуэнте, стала частью Ранчо Ла-Пуэнте, основанного как миссионерский форпост. Ранчо посетила группа Джедедайи Смита в ноябре 1826 года — первые колонисты, путешествовавшие по суше в Калифорнии.
После секуляризации миссий в 1830-х годах бывшие миссионерские ранчо перешли в частную собственность. В 1842 году Джон Роуленд и Уильям Уоркмен получили 48 000 акров (190 км2) ранчо Ла Пуэнте. Район был известен своими фруктовыми и ореховыми рощами в 1930-х годах. В городе даже находился крупнейший в мире завод по упаковке грецких орехов.
Сегодня город сильно урбанизирован, но в этом районе все еще есть некоторые исторические достопримечательности со времен его основания. Реконструкция деловых районов в Ла-Пуэнте продолжается. Однако попытки местного правительства привлечь крупных розничных торговцев и сети ресторанов оказались относительно безуспешными. В Ла-Пуэнте также сохранилось много старых торговых центров 1950-х годов.

## География
Город, который в основном представляет собой равнину, занимает около 3,5 квадратных мили (9,1 км2) суши в долине Сан-Габриель.